# لولا (مجارستان)
لولا (به مجاری:  Lulla) یک منطقهٔ مسکونی در مجارستان است که در ناحیه تاب واقع شده‌است. لولا ۱۰٫۳۹ کیلومتر مربع مساحت و ۱۸۷ نفر جمعیت دارد.